# Diocese de Tete
A Diocese de Tete (em latim: Diœcesis Tetiensis) é uma circunscrição eclesiástica da Igreja Católica situada em Tete, em Moçambique. Seu atual bispo é Diamantino Guapo Antunes, I.M.C. Sua Sé é a Catedral de Tiago Maior.
Possui 35 paróquias servidas por 70 padres, assistindo a uma população abrangida de 2 764 169 habitantes, com 23% da população batizada na Igreja Católica (750 000 católicos).
A Diocese de Tete tem uma superficie de 100.724 km2 e coincide com a Província de Tete. Situada no centro de Moçambique, tem ao norte a Zâmbia e o Malawi, a leste o Malawi e a Diocese de Quelimane, ao sul a Arquidiocese da Beira e a Diocese de Chimoio e ao oeste o Zimbabwe.
A Diocese está dividida em 5 Vigararias: Tete, Songo, Angónia, Manje e Mutarara.

## História
A Diocese foi erigida em 6 de maio de 1962 com a bula Quæ verba do Papa João XXIII, recebendo o território da diocese de Beira (hoje arquidiocese). Originalmente era sufragânea da arquidiocese de Lourenço Marques (atual Arquidiocese de Maputo).
Em 4 de junho de 1984 passa a fazer parte da província eclesiástica da Arquidiocese de Nampula.

## Prelados
|                          | Nome                                        | Período    | Notas                        |
| Bispos                   | Bispos                                      | Bispos     | Bispos                       |
| ------------------------ | ------------------------------------------- | ---------- | ---------------------------- |
| 5º                       | Diamantino Guapo Antunes, I.M.C.            | 2019-atual |                              |
| 4º                       | Inácio Saure, I.M.C.                        | 2011-2017  | Nomeado Arcebispo de Nampula |
| 3º                       | Paulo Mandlate, S.S.S. †                    | 1976-2009  |                              |
| 2º                       | Augusto César Alves Ferreira da Silva, C.M. | 1972-1976  |                              |
| 1º                       | Félix Niza Ribeiro †                        | 1962-1972  | Nomeado Bispo de Xai-Xai     |
| Administrador apostólico |                                             |            |                              |
|                          | Sandro Faedi, I.M.C.                        | 2017-2019  |                              |
|                          | Giacomo Palagi, M.C.C.I.                    | 2009-2011  |                              |